# Eskikarahisar, Ulaş
Eskikarahisar là một xã thuộc huyện Ulaş, tỉnh Sivas, Thổ Nhĩ Kỳ. Dân số thời điểm năm 2011 là 320 người.